# Cricetomys ansorgei
Cricetomys ansorgei là một loài động vật có vú trong họ Nesomyidae, bộ Gặm nhấm. Loài này được Thomas mô tả năm 1904.